# Cheilocostus lacerus
Cheilocostus lacerus là một loài thực vật có hoa trong họ Costaceae. Loài này được (Gagnep.) C.Specht mô tả khoa học đầu tiên năm 2006.